# Pijemy za lepszy czas
Pijemy za lepszy czas – singel polskiego piosenkarza Smolastego oraz 730 Huncho, promujący album zatytułowany Almost Goat.
Wydawnictwo w formie digital download ukazało się 27 maja 2022 roku. Autorami tekstu są Smolasty oraz 730 Huncho, producentem utworu był Nearr, a za mix i mastering odpowiadał Grrracz. W singlu wykorzystano fragmenty tekstu i muzyki z utworu Urke, zespołu Wilki.
Utwór w serwisie YouTube zdobył ponad 52 mln wyświetleń oraz ponad 31 mln odsłuchań w serwisie Spotify w 2023 roku. Nagranie uzyskało status diamentowej płyty.
31 grudnia 2024 wystąpił z piosenką podczas Sylwestrowej Mocy Przebojów organizowanej w Toruniu i emitowanej na antenie stacji Polsat.